# Юн, Георгий Петрович
Георгий Петрович Юн (род. 21 января 1973, Алма-Ата, Казахская ССР) — актёр театра, музыкант, композитор. Заслуженный деятель Казахстана (2014). Музыкальный руководитель Корейский театр музыкальной комедии.

## Биография
Родился 21 января 1973 года в городе Алма-Ата.
В 1997 году окончил Алматинскую Государственную консерваторию им. Курмангазы, специальность «Фортепиано».
С 1993 г. — актер и музыкант Государственный республиканский академический корейский театр музыкальной комедии.

## Основные роли на сцене
- Батончик — «Не умирайте молодыми», Цой Ен Гын
- И Мон Рён — «Сказание о девушке Чун Хян», Ли Ен Хо
- Монах — «Сказание о Сим Чен», Цой Ен Гын, А. Малюченко
- Чиновник — «Наследники», Д. Исабеков
- Николай — «Деревенская кадриль», В. Гуркин
- Флейтист — «Дорожка феи в саду», А. Ким
- Жарылгап — «Карагоз», М. Ауэзов
- Вон Хын — «Хон, летящий через столетия», О. Ли
- Концерт «Тень высоты» в составе группы Samul`nory
- Концерт «Waves» в составе группы X-pression.
- Концерт «R. U. Ready?» в составе группы X-pression.
- Барабанщик — музыкальный спектакль «Сказание о Чун Хян» ReMake, Е. Ким.
- Концерт «RePlay» в составе группы Premium EXT.

## Написанные произведения
- Песня «Фантазия льда»
- Песня «Я плыву по реке»
- Песня «Сад»
- Песня «Моросящий дождь»
- Песня «Безответная любовь»
- Музыка к балету «Рисунки на песке»
- Музыка к спектаклю «Торжество в доме наместника Мена» О Ен Дина
- Музыка к спектаклю «Не цветет вишня осенью» Г. Кан
- Музыка к спектаклю «И это все о женщине…» Г. Лорки
- Музыка к спектаклю «Снежный цветок» С. Козлова
- Музыка к спектаклю «Ариран» Цой Ен Гына
- Музыка к спектаклю «Принц трех царств» Д. Накипова
- Музыка к спектаклю «Сим Чен ден» Цой Ен Гына
- Музыка к спектаклю «Наследники» Д. Исабекова
- Музыка к спектаклю «Старая любовь не ржавеет» Цой Ен Гына
- Музыка к спектаклю «Медведь» А. Чехова
- Музыка к спектаклю «Дорожка Феи в саду» А. Кима
- Музыка к спектаклю «Деревенская кадриль» В. Гуркина
- Музыка к спектаклю «Ким — очень редкая фамилия» Л. Сона
- Музыка к спектаклю «Хон, летящий через столетия» О. Ли
- Музыка к спектаклю «Любовь женщины» Ж. Солтиевой
- Музыка к спектаклю «Самая большая выгода» Е. Ким
- Музыка к театрализованному представлению «Путь диаспоры»
- Музыка к театрализованному представлению «Соль юхыи» Е. Ким и Н. Ким
- Музыка к театрализованному представлению «Три имени — одна судьба» Н. Ким
- Музыка к театрализованному представлению «Связанные одной судьбой» Е. Ким и Н. Ким
- Музыка к театрализованному представлению «Между небом и землей» Е. Ким
- Музыка к театрализованному представлению «Генерал Ко Сон Ди» Чой Джи Енг

## Достижения
- Международный конкурс «Самульнори», г. Сеул, Республика Корея, 1994 г. — 3 место
- Международный конкурс «Самульнори», г. Сеул, Республика Корея, 1995 г. — 3 место
- Международный фестиваль народного творчества «Лира», Эстония, г. Таллинн, 1997 г. — 1 место
- I Международный джазовый фестиваль, Республика Казахстан, г. Алматы, 1999 г. — приз «Сенсация года»
- Международный фестиваль традиционной музыки «ПхунгмульФест», Республика Корея, г. Есан, 2001 г. — 1 место
- Международный фестиваль искусств зарубежных корейцев, Республика Корея, г. Сеул, 2001 г. — Гран при

## Награды
- 2002 — Почетным знаком Министерства культуры и информации Республики Казахстан «Деятель культуры Казахстана»
- 2011 — Медаль «20 лет независимости Республики Казахстан»
- 2014 — Присвоено почетное звание "Заслуженный деятель Казахстана
- 2015 — Медаль «20 лет Ассамблеи народа Казахстана»
- Лауреат Премии «Еңлік гүл» Союза театральных деятелей Республики Казахстан, номинация «Музыкальный оформитель года»
- Лауреат Премии Ким Дина